# Your Song
«Your Song» es una canción compuesta e interpretada por el músico británico Elton John con letra de Bernie Taupin, su colaborador habitual. Apareció originalmente en el segundo álbum de estudio homónimo de John (lanzado en 1970). La canción fue lanzada en los Estados Unidos en octubre de 1970 como el lado B de «Take Me to the Pilot». Ambas canciones recibieron difusión radial, pero los «disc-jockeys» prefirieron «Your Song» y reemplazaron a «Take Me to the Pilot» como lado A, llegando finalmente al número ocho en la lista de Billboard. La canción también alcanzó el puesto número siete en la lista de UK Singles Chart, así como la clasificación entre los 10 primeros en varios otros países.
«Your Song» fue lanzado por primera vez por la banda de rock estadounidense Three Dog Night en marzo de 1970 en su tercer álbum de estudio, It Ain't Easy. John fue un acto de apertura para la banda en ese momento y les permitió grabarlo. No lo lanzaron como sencillo, ya que querían dejar que John, y luego un artista próximo, tuviera éxito. En 1971 Rick Wakeman la versionó en su primer album como solista "Piano Vibrations".
En 1998, «Your Song» fue incluido en el Salón de la Fama de los Grammy. En 2004, la canción se colocó en el número 137 en la lista de Rolling Stone, «Las 500 mejores canciones de todos los tiempos», así como en su lista de 2010. Una versión de demostración se incluyó en el álbum de 1990 de John, To Be Continued. La canción ha sido versionada por una serie de artistas, incluyendo a Ellie Goulding, cuya versión alcanzó el número dos en la lista UK Singles Chart a finales de 2010, y Lady Gaga.

## Composición e inspiración
Taupin escribió la letra de la canción después del desayuno una mañana en el techo de 20 Denmark Street, Londres, donde John trabajó para una editorial de música como oficinista, de ahí la frase «I sat on the roof and kicked off the moss».
El enfoque instrumental está en el trabajo de piano influenciado por Leon Russell de John, junto con la guitarra acústica, el acompañamiento de cuerda de Paul Buckmaster y una sección rítmica de mezcla.
Las letras expresan los pensamientos románticos de una persona inocente. Taupin canta una lírica directa de la canción de amor al principio: «It's a little bit funny this feeling inside / I'm not one of those who can easily hide / I don't have much money but boy if I did / I'd buy a big house where we both could live». A veces, el narrador autocrítico tropieza para expresar sus sentimientos, que a pesar de ser un dispositivo melodramático, AllMusic lo llama «efectivo y dulce».
«Your Song» fue la inspiración para la canción «We All Fall in Love Sometimes» en el álbum de John de 1975, Captain Fantastic and the Brown Dirt Cowboy.

## Recepción
«Your Song» fue elogiada por los críticos después de su lanzamiento y en los años siguientes. Escribiendo en el NME en su lanzamiento, Derek Johnson escribió: «La canción en sí es brillante y extrañamente inquietante, el puntaje es suave y delicado y el rendimiento es sintomático de una nueva era en ídolos pop». Bill Janovitz de AllMusic lo describió como una «canción casi perfecta». En una entrevista de 1975 con Rolling Stone, John Lennon recordó: «Recuerdo haber escuchado "Your Song" de Elton John, lo escuché en Estados Unidos, era uno de los primeros grandes éxitos de Elton, y recuerdo haber pensado: "Genial, es la primera novedad que ocurre desde que nosotros (The Beatles) pasamos". Fue un paso adelante. Había algo en su voz que fue una mejora en todas las voces en inglés hasta entonces. Estaba contento con eso». John Mendelsohn de Rolling Stone llamó a la canción «una balada al estilo de McCartney».

## Rendimiento comercial e impacto
«Your Song» subió al número ocho en el Billboard Hot 100 y alcanzó el puesto número siete en la lista de UK Singles Chart. En 2002, John volvió a grabar la canción a dúo con el cantante de ópera Alessandro Safina para el primer teletón de caridad de Sport Relief , y alcanzó el número cuatro en el Reino Unido. En los Estados Unidos, recibió la certificación de oro y platino el 13 de diciembre de 2012 por parte de la  Recording Industry Association of America (RIAA) por la venta de más de un millón de descargas digitales. El 31 de marzo de 2017, recibió el certificado de oro de la British Phonographic Industry (BPI), que denota ventas de más de 400,000 descargas digitales. En abril de 2018, en los Estados Unidos, se certificó doble platino para las ventas de dos millones de descargas digitales de la Recording Industry Association of America.

## Lista de canciones
- Sencillo de 7" de 1970 (Estados Unidos)
  1. «Take Me to the Pilot» – 3:43
  2. «Your Song» – 3:57

- Sencillo de 7" de 1971 (Reino Unido)
  1. «Your Song»
  2. «Into the Old Man's Shoes»

- Sencillo de 7" de 1978 (Reino Unido)
  1. «Your Song»
  2. «Border Song»

- Sencillo de 7" de 1985 (Reino Unido)
  1. «Cry to Heaven»
  2. «Candy By the Pound»
  3. «Whole Lotta Shakin' Goin' On/I Saw Her Standing There/Twist and Shout» (en vivo)
  4. «Your Song» (en vivo)

- Sencillo de 7" de 1987 (Reino Unido)
  1. «Your Song» (en vivo)
  2. «Don't Let the Sun Go Down on Me» (en vivo)

- Sencillo de 7" de 1992 (Estados Unidos)
  1. «Your Song»
  2. «Border Song»

- Sencillo en CD de 1999 (Estados Unidos)
  1. «Recover Your Soul» (en vivo) – 4:40
  2. «Your Song» (en vivo) – 4:08

- Sencillo en 12" de 2000 (Estados Unidos)
  1. «We Belong» (S.R.R. mix) de Pat Benatar – 10:39
  2. «Your Song» (Junior's Vasquez mix) – 10:00

- Sencillo en CD de 2002 (Estados Unidos)
  1. «Your Song» (con Alessandro Safina) – 4:19
  2. «Your Song» (instrumental)
  3. «Your Song» (video)

## Créditos y personal
Créditos adaptados de las notas de Elton John.
- Elton John – piano, voces
- Paul Buckmaster – arreglo, conducción
- Frank Clark – guitarra acústica
- Gus Dudgeon – producción
- Colin Green – guitarra
- Clive Hicks – guitarra de 12 cuerdas
- Barry Morgan – tambores
- Dave Richmond – bajo

## Posicionamiento en listas
| Lista (1971)                                  | Posición más alta |
| --------------------------------------------- | ----------------- |
| Australia (Kent Music Report)                 | 11                |
| Bélgica (Flandes) (Ultratop 50)               | 16                |
| Canadá (RPM Top Singles)                      | 3                 |
| Canadá (RPM Adult Contemporary)               | 4                 |
| Estados Unidos (Billboard Hot 100)            | 8                 |
| Estados Unidos (Billboard Adult Contemporary) | 9                 |
| Estados Unidos (Cashbox Top 100)              | 8                 |
| Irlanda (IRMA)                                | 13                |
| Nueva Zelanda (Listener)                      | 18                |
| Países Bajos (Dutch Top 40)                   | 10                |
| Países Bajos (Mega Single Top 100)            | 4                 |
| Reino Unido (UK Singles Chart)                | 7                 |

| Lista (2003)                          | Posición más alta |
| ------------------------------------- | ----------------- |
| Estados Unidos (Hot Dance Club Songs) | 5                 |

| Lista (2007)       | Posición más alta |
| ------------------ | ----------------- |
| Noruega (VG-lista) | 10                |

| Lista (2012)   | Posición más alta |
| -------------- | ----------------- |
| Francia (SNEP) | 159               |

| Lista (2013)                | Posición más alta |
| --------------------------- | ----------------- |
| Austria (Ö3 Austria Top 40) | 73                |

| Lista (2002)                           | Posición más alta |
| -------------------------------------- | ----------------- |
| Canadá (Canadian Singles Chart)        | 8                 |
| Escocia (Scottish Singles Sales Chart) | 5                 |
| Irlanda (IRMA)                         | 29                |
| Países Bajos (Mega Single Top 100)     | 88                |
| Reino Unido (UK Singles Chart)         | 4                 |

| Lista (2010)                                | Posición más alta |
| ------------------------------------------- | ----------------- |
| Europa (Billboard European Hot 100 Singles) | 11                |

| Lista (1971)                     | Posición |
| -------------------------------- | -------- |
| Canadá (RPM)                     | 75       |
| Estados Unidos (Cashbox Top 100) | 74       |

## Certificaciones
| País                                                     | Certificación | Ventas     |
| -------------------------------------------------------- | ------------- | ---------- |
| Reino Unido (BPI)                                        | Oro           | 400,000^   |
| Estados Unidos (RIAA)                                    | Platino       | 1,000,000^ |
| ^cifras de envíos basadas únicamente en la certificación |               |            |

## Interpretaciones y entregas
John realizó "Your Song" en vivo con Ronan Keating en el Madison Square Garden, Nueva York, en 2000, cuya grabación se puede encontrar en el álbum Duet de Keating en 2010. El 20 de octubre de 2001, John tocó la canción con Billy Joel en El concierto para la Ciudad de Nueva York, un espectáculo de homenaje a los ataques del 11 de septiembre. En 2004, Daniel Bedingfield realizó una versión de la canción para Elton John en An Ivor Novello Tribute: Elton John. John tocó «Your Song» para abrir el Concierto para Diana el 1 de julio de 2007. John y Lady Gaga realizaron una mezcla de «Your Song» con la canción «Speechless» de Gaga en los Premios Grammy 2010 el 31 de enero. En los Premios Grammy 2013, el cantante colombiano Juanes realizó una versión bilingüe de «Your Song». Gaga grabó una versión de la canción para el álbum tributo de 2018, Revamp: Reimagining the Songs of Elton John & Bernie Taupin.

## Versión de Rod Stewart
El cantante y compositor inglés Rod Stewart versionó «Your Song» para el álbum de homenaje Two Rooms: Celebrating the Songs of Elton John & Bernie Taupin (1991). Su versión fue lanzada en 1992 como un sencillo doble del lado A con «Broken Arrow».

### Lista de canciones
- Maxi-sencillo en CD (Europa) y Sencillo en 12" (Reino Unido)

1. «Your Song» – 4:47
2. «Broken Arrow» – 4:11
3. «Mandolin Wind» – 5:27
4. «The First Cut Is the Deepest» – 3:52

- Sencillo en 7" (Estados Unidos y Francia)

A. «Your Song» – 4:47
AA. «Broken Arrow» – 4:11

### Listas
| Lista (1992)                                  | Posición más alta |
| --------------------------------------------- | ----------------- |
| Canadá (RPM Top Singles)                      | 25                |
| Canadá (RPM Adult Contemporary)               | 23                |
| Estados Unidos (Billboard Hot 100)            | 48                |
| Estados Unidos (Billboard Adult Contemporary) | 6                 |
| Francia (SNEP)                                | 38                |
| Países Bajos (Mega Single Top 100)            | 60                |
| Reino Unido (UK Singles Chart)                | 41                |

## Versión de Ellie Goulding
La cantante y compositora inglesa Ellie Goulding versionó «Your Song» para la reedición de su álbum debut, titulado Bright Lights. Producido por Ben Lovett de Mumford & Sons, fue lanzado digitalmente el 12 de noviembre de 2010 como el sencillo principal de la reedición. La canción fue presentada en el anuncio televisivo de Navidad 2010 para la cadena de tiendas departamentales John Lewis.
Goulding cantó «Your Song» en la fiesta de recepción de la boda del Príncipe William y Catherine Middleton en el Palacio de Buckingham el 29 de abril de 2011, a la que la pareja compartió su primer baile. También interpretó la canción en Saturday Night Live  el 7 de mayo de 2011, junto con «Lights». La versión de Goulding se presentó al final del episodio del 29 de julio de 2011 de la serie de drama sobrenatural de Syfy, Haven, titulada «Love Machine».

### Recepción de la crítica
Nick Levine de Digital Spy le dio a la canción cuatro de cinco estrellas, comentando que el productor Lovett «envuelve su voz bellamente oscilante en poco más que piano y cuerdas, simplemente agregando algunas armonías hacia el final, lo que le permite extraer la ternura en las letras de Bernie Taupin y la belleza absoluta de una de las mejores melodías de Elton John. El resultado es un triunfo silencioso y modesto, pero un triunfo, no obstante». Caryn Ganz de la revista Spin opinó que su versión es «todo lo que la versión de Grammy de Gaga no fue: un regalo tierno y vulnerable». La crítica de Jon O'Brien de AllMusic, en su reseña de Bright Lights, lo llamó «poco imaginativo» y consideró que «suena fuera de lugar junto con el resto de su material más aventurero».

### Rendimiento comercial
«Your Song» debutó en el número 39 en la lista UK Singles Chart para la semana del 14 de noviembre de 2010. El sencillo saltó al número tres la semana siguiente, vendiendo 84.896 copias. En su tercera semana, escaló a su posición más alta del número dos (detrás de la versión de los finalistas de The X Factor de «Heroes» de David Bowie) con ventas de 72.292 copias,  convirtiéndose en el sencillo más alto de Goulding hasta 2013. Mantuvo su posición la semana siguiente, vendiendo 63.753 unidades La canción también encabezó la lista UK Singles Downloads Chart para la semana que finalizó el 11 de diciembre de 2010.
El sencillo recibió la certificación de platino por la British Phonographic Industry (BPI) el 22 de julio de 2013,  y vendió 826,000 copias en el Reino Unido en agosto de 2013. Por otra parte, «Your Song» llegó al número cuatro en Austria, el número cinco en Irlanda, el número 22 en Dinamarca,  el número 25 en Suecia y el número 56 en Suiza.

### Video musical
El video musical, dirigido por Ben Coughlan y Max Knight, se estrenó en YouTube el 14 de noviembre de 2010. Filmado en un video casero, representa la vida de Goulding en el camino con amigos. Las áreas de la ciudad natal de Hereford de Goulding se pueden ver a lo largo del video, incluida la estación de trenes de Hereford.

### Lista de canciones
- Descarga digital[45]

1. «Your Song» – 3:10

### Créditos y personal
Créditos adaptados de las notas de Bright Lights.
- Ellie Goulding – voz
- Matt Lawrence – ingeniería, mezcla
- Ben Lovett – coros, bombo, piano, producción
- Ruth de Turberville – coros, violonchelo
- Matt Wiggins – Timbal

### Posicionamiento en listas
| Lista (2010–14)                        | Posición más alta |
| -------------------------------------- | ----------------- |
| Alemania (Media Control AG)            | 75                |
| Austria (Ö3 Austria Top 40)            | 4                 |
| Dinamarca (Tracklisten)                | 22                |
| Escocia (Scottish Singles Sales Chart) | 2                 |
| Europa (Billboard Euro Digital Songs)  | 2                 |
| Francia (SNEP)                         | 126               |
| Irlanda (IRMA)                         | 5                 |
| Reino Unido (UK Singles Chart)         | 2                 |
| República Checa (Rádio Top 100)        | 63                |
| Suecia (Sverigetopplistan)             | 25                |
| Suiza (Schweizer Hitparade)            | 56                |

| Lista (2010)                          | Posición más alta |
| ------------------------------------- | ----------------- |
| Reino Unido (Official Charts Company) | 21                |

| Lista (2013)                | Posición más alta |
| --------------------------- | ----------------- |
| Austria (Ö3 Austria Top 40) | 56                |

### Certificaciones
| País                                                     | Certificación | Ventas  |
| -------------------------------------------------------- | ------------- | ------- |
| Noruega (IFPI Norway)                                    | Platino       | 10,000* |
| Reino Unido (BPI)                                        | Platino       | 826,000 |
| *cifras de ventas basadas únicamente en la certificación |               |         |

## Versión de Lady Gaga
La cantante estadounidense Lady Gaga grabó una versión de «Your Song» para el álbum tributo de 2018, Revamp: Reimagining the Songs of Elton John & Bernie Taupin. Fue lanzado digitalmente el 30 de marzo de 2018. Gaga interpretó la canción en el concierto tributo de The Recording Academy, titulado «Elton John: I'm Still Standing – A Grammy Salute», que se emitió en CBS el 10 de abril de 2018. En abril, durante el lanzamiento de Revamp en Japón (re titulado Your Song: Elton John Best Hits Cover), la portada de «Your Song» de Lady Gaga fue ampliamente promocionada en estaciones de radio en Japón, convirtiéndose en la canción más reproducida en la radio a mediados de abril. La canción llegó a los primeros treinta en Hungría, Japón, México, en la tabla de descargas de España y en la lista Pop Digital Songs de Estados Unidos.

### Listas
| Lista (2018)                                 | Posición más alta |
| -------------------------------------------- | ----------------- |
| Escocia (Scottish Singles Sales Chart)       | 79                |
| España (PROMUSICAE Spain Downloads)          | 12                |
| Estados Unidos (Billboard Pop Digital Songs) | 21                |
| Francia (SNEP France Downloads)              | 31                |
| Hungría (Single Top 40)                      | 18                |
| Japón (Hot 100)                              | 27                |
| Japón (Billboard Japan Hot Overseas)         | 3                 |
| México (Billboard México Ingles Airplay)     | 30                |